# 何晓卫
何晓卫（1946年—），安徽庐江人，汉族，中华人民共和国政治人物、第十一届全国人民代表大会河北地区代表。
毕业于古巴哈瓦那大学，并加入中共。2008年，担任全国人大财政经济委员会委员。